# Peter Berg (écrivain)
Pour les articles homonymes, voir Peter Berg et Berg.
Peter Stephen Berg (1er octobre 1937 - 28 juillet 2011) est un penseur de l'écologie, il a effectué différents travaux autour du concept du biorégionalisme. Au début des années 60, il a été membre fondateur de la San Francisco Mime Troupe et des Diggers. Il est le cofondateur, avec Judy Goldhaft, de la Planet Drum Foundation.

## Biographie
Né à Jamaica dans le Queens à New York, Berg a grandi en Floride, où il a commencé à s'intéresser à l'écologie lorsqu'il était enfant. Plus tard, il a étudié la psychologie à l'Université de Floride puis s'est engagé dans l'armée. Après sa carrière militaire, il a déménagé à New York.

## Biorégionalisme
Peter Berg a défini le concept de biorégionalisme comme « une zone géographique définie par des caractéristiques naturelles, y compris les bassins versants, le relief, les sols, les qualités géologiques, de plantes et d'animaux indigènes, le climat et la météo, et (...) [qui] comprend les êtres humains en tant qu'espèce, en interaction avec ces caractéristiques naturelles. »

## Décès
Après avoir souffert d'un cancer du poumon, il est décédé d'une pneumonie en 2011.

## Publications
- Envisioning Sustainability, Discovering Your Life-Place: A First Bioregional Workbook (2009)
- A Green City Program for the San Francisco Bay Area and Beyond, Planet Drum Foundation/Bookpeople,  (ISBN 0914728717) (1987)
- Figures of Regulation: Guides for Re-Balancing Society with the Biosphere (1982)
- Reinhabiting a Separate Country: A Bioregional Anthology of Northern California (1978)